# Volica
Volica este o comună slovacă, aflată în districtul Medzilaborce din regiunea Prešov. Localitatea se află la altitudinea de 254 m deasupra n.m., se întinde pe o suprafață de 5,37 km2 și în 2017 număra 286 de locuitori.

## Istoric
Localitatea Volica este atestată documentar din 1405.

## Demografie
| An:                | 1994 | 2004    | 2014   | 2024    |
| ------------------ | ---- | ------- | ------ | ------- |
| Număr de persoane: | 366  | 326     | 298    | 254     |
| Diferență:         |      | −10,92% | −8,58% | −14,76% |

| An:                | 2023 | 2024   |
| ------------------ | ---- | ------ |
| Număr de persoane: | 259  | 254    |
| Diferență:         |      | −1,93% |